# Amilcare (nome)
Amilcare  è un nome proprio di persona italiano maschile.

## Varianti
- Femminili: Amilcara[4]

### Varianti in altre lingue
- Catalano: Amilcar[5]
- Francese: Hamilcar, Amilcar
- Greco antico: ᾿Αμίλκας (Amilkas)
- Inglese: Hamilcar[2]
- Latino: Hamilcar[2][4]
- Polacco: Hamilkar
- Portoghese: Amílcar[2]
- Russo: Гамилькар (Gamil'kar)
- Serbo: Хамилкар (Hamilkar)
- Spagnolo: Amílcar[2][5]

## Origine e diffusione

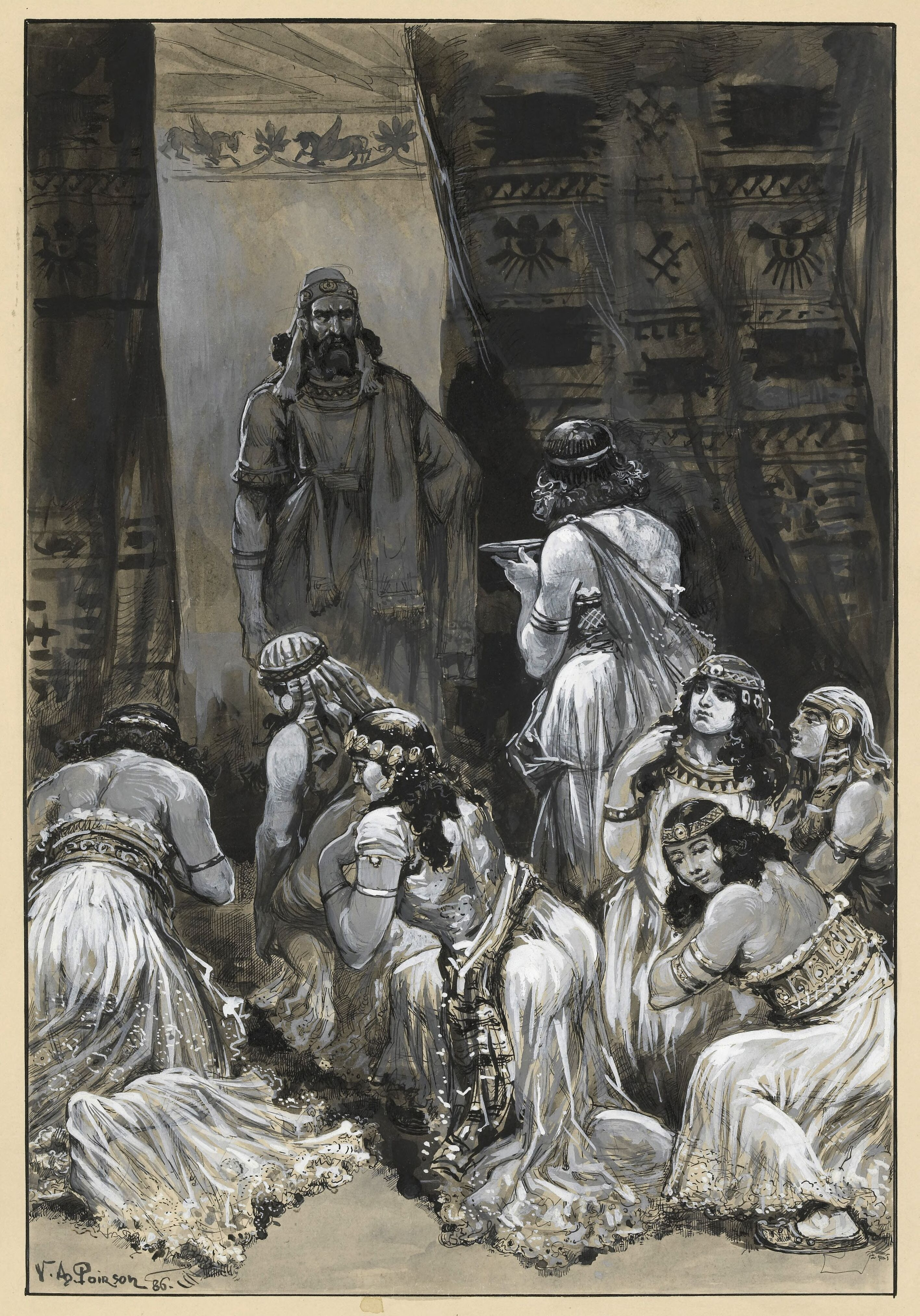
Amilcare in un'illustrazione di Poirson per la Salammbô di Flaubert

Si tratta di un nome aristocratico cartaginese, in fenicia o punica Himelqarth (ḥmlqrt), composto da ha ("fratello") e dal nome del dio fenicio Melqart, quindi "fratello di Melqart". Alcune fonti lo riconducono invece ad ha-melk-karth, interpretato come "re della città", che è, per inciso, il significato del solo nome del dio Melqart.
Il nome è stato reso celebre da Amilcare Barca, il generale cartaginese durante la prima guerra punica, che fu padre di Annibale; venne ripreso in epoca rinascimentale, ma ad oggi è raro, attestato principalmente in Italia centrale e settentrionale.

## Onomastico
In quanto nome adespota, ossia privo di santo patrono, l'onomastico viene eventualmente festeggiato il 1º novembre, giorno di Ognissanti.

## Persone

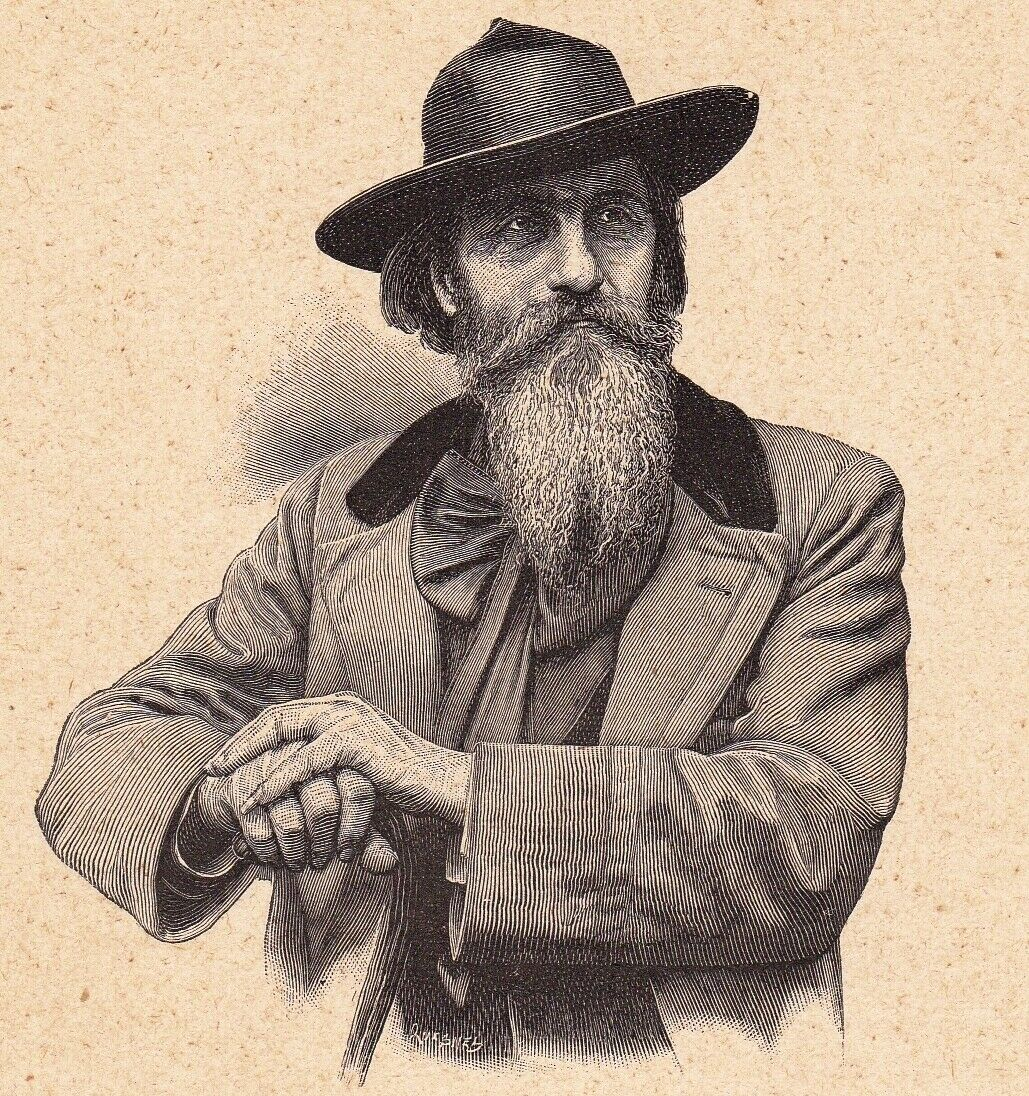
Amilcare Cipriani

Amilcare Ferretti

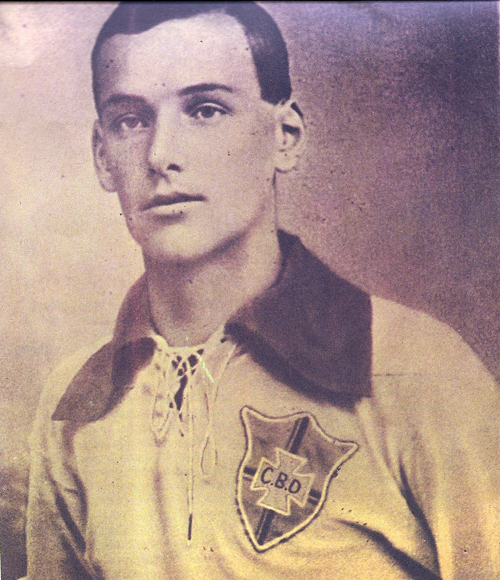
Amílcar Barbuy

- Amilcare II, generale e re di Cartagine
- Amilcare Ballestrieri, pilota motociclistico e pilota automobilistico italiano
- Amilcare Barca, generale e politico cartaginese
- Amilcare Beretta, pallanuotista e nuotatore italiano
- Amilcare Bertozzi, imprenditore italiano
- Amilcare Bietti, medico italiano
- Amilcare Cipriani, patriota e anarchico italiano
- Amilcare Dallagherarda, partigiano italiano
- Amilcare De Ambris, sindacalista e politico italiano
- Amilcare Fantoli, scienziato, scrittore e militare italiano
- Amilcare Ferretti, calciatore e allenatore di calcio italiano
- Amilcare Lauria, scrittore italiano
- Amilcare Malagola, cardinale e arcivescovo cattolico italiano
- Amilcare Pasini, vescovo cattolico italiano
- Amilcare Pettinelli, attore e doppiatore italiano
- Amilcare Pizzi, imprenditore e calciatore italiano
- Amilcare Ponchielli, compositore italiano
- Amilcare Puviani, economista italiano
- Amilcare Sgalbazzi, ciclista su strada italiano
- Amilcare Solferini, scrittore, poeta e commediografo italiano
- Amilcare Zanella, compositore, pianista e direttore d'orchestra italiano

### Variante Amílcar
- Amílcar Barbuy, calciatore e allenatore di calcio brasiliano
- Amílcar Cabral, politico guineense
- Amílcar Henríquez, calciatore panamense